# Murin
Murin (arab. مورين) – wieś w Syrii, w muhafazie Idlib. W 2004 roku liczyła 46 mieszkańców.